# 大森盛長

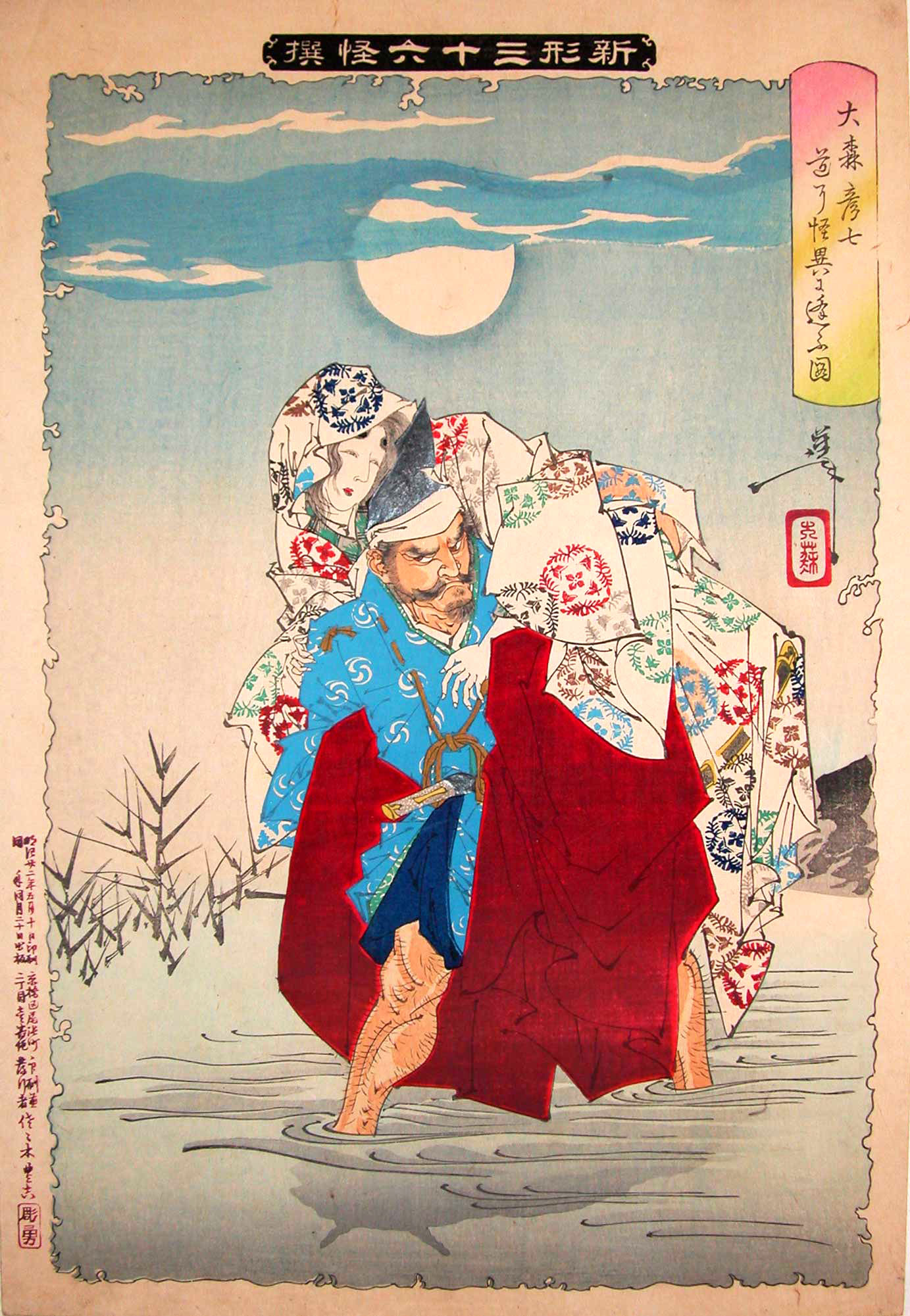
月岡芳年画『新形三十六怪撰』より「大森彦七道に怪異に逢ふ図」。盛長が楠木正成の怨霊に遭った伝説を描いた画

大森 盛長（おおもり もりなが）は、南北朝時代の武将。通称の彦七（ひこしち）で知られる。
伊予国砥部庄の千里城主。清和源氏の一流・大和源氏の祖である源頼親の9世孫。源（宇野）親治の5世孫と称した。現在の愛媛県砥部町の住人にして、『太平記』に怪異話の主人公として登場する。

## 生涯
元弘の乱においては伊予守護である宇都宮貞宗につき、討幕軍と戦った。また南北朝の戦いにおいては北朝方につき建武3年（1336年）の湊川の戦いにおいて、南朝方の名将楠木正成を敗死させたという伝説が残っているが定かではない。この戦いの褒賞として讃岐国を与えられる。この一派を伊豫大森氏といい、備前国、伊予国、因幡国、出雲国で繁栄している。
暦応3年（1340年）、南朝方の脇屋義助の四国制圧により形勢逆転したが、北朝方の細川頼春の来襲により形勢が再逆転した。これにより砥部中山遊猟地2000貫を加賜された。
神前郷松前村（現在の愛媛県伊予郡松前町）金蓮寺へ向かう途中、重光の部落を流れる矢取川で楠木正成の怨霊の化身「鬼女」に出くわしたという伝説がある（『太平記』）。 この物語は江戸時代には舞踊劇となり、明治時代には福地桜痴の史劇「大森彦七」が新歌舞伎の十八番の一つとして上演された。
盛長の子孫盛頼が伊予国風早郡小川村に入ってくる。その孫盛安が文禄元年（1592年）に小川村の庄屋として任命される。それから10代300年の間、明治時代に庄屋制が廃止されるまで小川村の庄屋大森家はとぎれることなく続いたのである」(木村中『伊予の奇傑大森彦七』)
その大森家が廃屋となり、残されていた襖の下張りから藩政時代から明治初期にかけての古文書が発見された。大森家の屏風に霧を吹き一枚々剥がし乾燥させ読み取る作業の中から、佐賀の乱の江藤新平手配書が屏風の下張りの中から見つかった。

## 派生話
『太平記』岩波本　巻二十三　大森彦七事
『太平記』神田本　巻二十四　楠正成為死霊乞剣事
この二本が基本となって、様々な怪異話が派生してくるが、入手も容易であるので詳細は省き、以下では容易に手に入れがたい地方説話の中の大森彦七を取り上げておくことにする。
『予州大洲領御替地古今集』
むかし塩売り昼寝してありしが、この渕より大蛇出て塩売りを呑まんとしてねらひ寄る。籠の内に塩の価に取りたる剣あり、自ら抜け出て彼の蛇を追ふ。大森彦七通りかかり、その霊剣たることを知り、家来に商人を起こさせ右剣を所望し、持刀となす。故に塩売渕と言ひ伝ふ。
同上
矢取り川の岸に大森彦七が通りかかると「美麗なる女、地蔵堂の辺より出て川を渡し給れと云ふにつき、背に負ひ川中に至ると大磐石を負たる如く、下見れば鬼の形水にうつる。即時に彦七をつかみ虚空にのぼる。家来驚き見送れば俤逆に見えしとて坂面山と言ふ、鬼形水にうつりしを名づけて鏡川という」
『大洲旧記』下麻生村
昔仏来光しとて来迎山と云有。又釈迦面山と云有。是を逆面山と云。大森彦七化生の物につかまれ、虚空に引き上げられ、逆様に落るを見て、さかつら山と云と雖、来迎山有ば釈迦つら山を誤りたる成るべし。
同上　麻生村

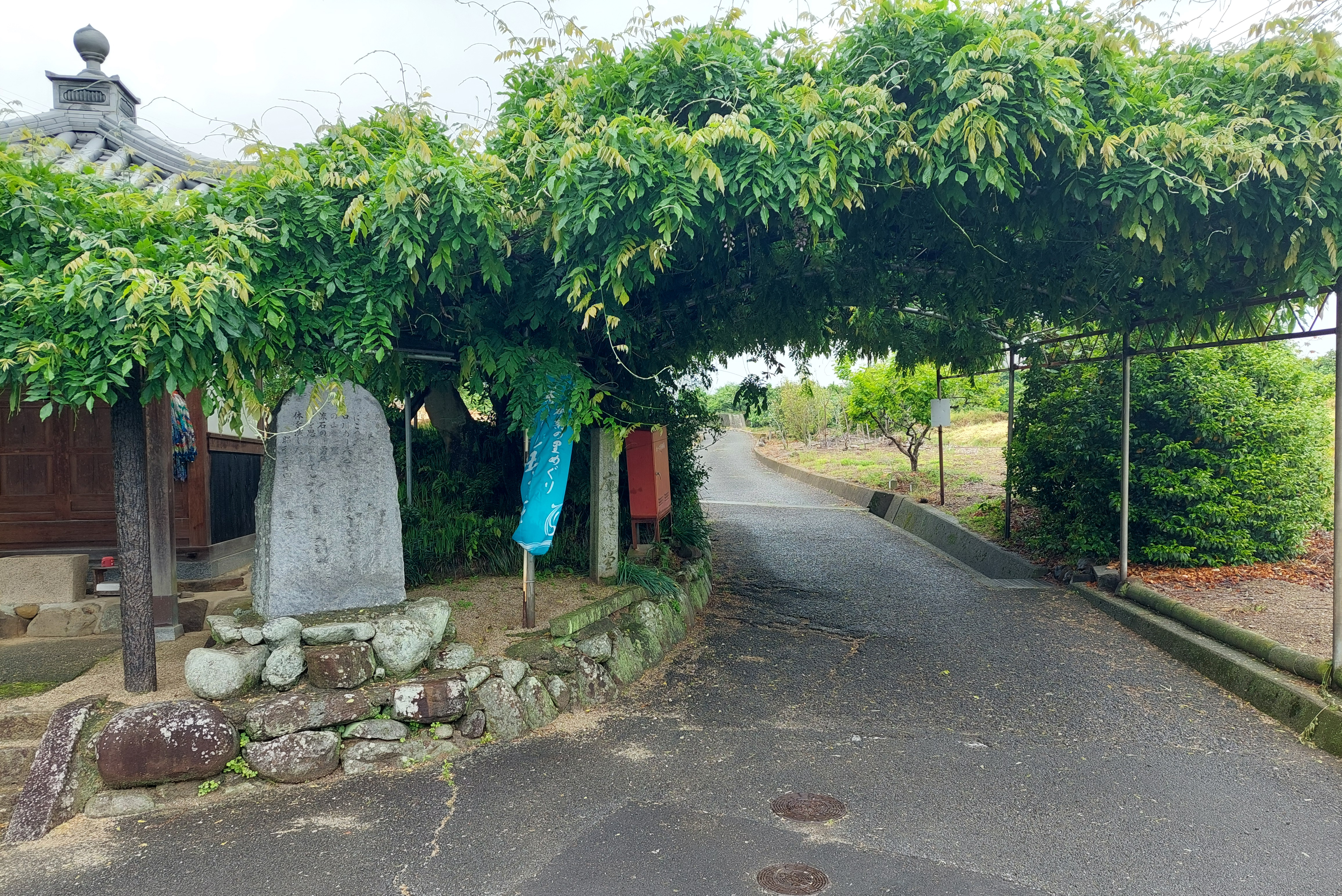
大森彦七伝説の魔住ヶ窪（愛媛県砥部町重光）

魔住みの窪と云有。大森彦七屋敷にて、化生の物出しより号たりと、左に記事、此所の由、已前より其名高し、俗誤りて茄が窪と云非也。小かね坂と云有、美女の出しと云所。鏡川と云は、矢取川の事也。美女鬼になりしを水にうつる故、見附たりと也。彦七大庄を二三ケ所給ふと云、砥部庄松前辺也。舞台は松前金蓮寺也と云。
同上　三津野村
石上山光明寺、此寺般若経大森が怪異の時真読せし般若経巻なるよし。
同上　上唐川村
稲荷五社大明神。白滝千里領云々(千里は大森彦七の居城のあったところ)
彦七塩売りより求めたる太刀弥其功有て化生の物をつき留などしたる後、此宮に納、左の殿に祭ると宝剣殿と云。応永年中千里の城に三足の化生出、神主倉持太夫於神前鳴弦執行、化生退散すと云。
同上　万年村
大森は土州の奥山猟師也
同上　五本松村
庄屋所より二町程隔たり大森彦七花畑有。昔は虎の尾桜有。四十年程後に枯れたりと、已前の怪異を様々語る。
同上　大平村
峯と云山に夜毎に火もゆる。世に云金の炎也。千里城落たる時、金の茶臼埋めたりと云。
『予陽盛衰記』
大森彦七盛長久米郡の住人。この盛長と云う者土佐の奥に有りて日夜山林を家とし鹿猿兎を猟て業とし飽くまで剛強にして不敵なり。
『伊予温故録』金蓮寺
堂前に大石あり、大森彦七盛長が印しの石なり
同上　谷上山宝珠寺
文政年中火災に罹り悉く消失す。其の中大森彦七納むる所の甲冑一領を存す。
同上　千里城、城主神社
千里城、川登村字千里にあり、大森彦七盛長居る。後ち平岡民部之丞居る。城山の南下に盛長の建てたる茶屋あり。
城主神社、川登村字千里に有り、大森彦七以下類族の霊を祭る。大森の子孫代々千里城主たりしが、荏原の平岡氏に攻められ、文明十一年十二月二十九日落城の時此神社を創建すと云ふ。
『伊予古蹟志』
五本松有館墟、日彦七宮、古大森盛長家居之遺構也。

## 文芸
歌舞伎（新歌舞伎十八番の1つ）・常磐津節『大森彦七』